# Petr Eben
Petr Eben (født 22. januar 1929 i Žamberk, død 24. oktober 2007 i Prag, Tjekkiet) var en tjekkisk komponist, professor, lærer, pianist, cellist, organist og korleder.
Eben studerede komposition og klaver hos bl.a. Pavel Borkovec på Prague Academy of Musical Arts med endt eksamen (1954). Havde en karriere som pianist efter sin Konservatorie tid, og underviste også i klaver på Universitetet i Prag.
Han har skrevet en symfoni, orkesterværker, kammermusik, scenemusik, korværker, vokalmusik, koncertmusik og instrumentalværker etc. Han blev lærer og professor i komposition på Musikkonservatoriet i Prag (1990).

## Udvalgte værker
- Symfoni "Gregoriansk" (1954) (Koncert nr. 1) - for orgel og orkester
- "Timer om natten" (1975) (Symphony koncertante) - for blæserkvintet og orkester
- Klaverkoncert (1960-1961) - for klaver og orkester
- Orgelkoncert nr. 1 (1954) - for orgel og orkester
- Orgelkoncert nr. 2 (1984) - for orgel og orkester
- "Hyldest til Henry Purcell" (1994-1995) - for orgel